# Oskar Kummetz
Oskar Kummetz, né le 21 juillet 1891 à Illowo (dans l'arrondissement de Neidenburg (de), en province de Prusse-Orientale) et mort le 17 décembre 1980 à Neustadt an der Weinstraße, était un Generaladmiral de la Kriegsmarine lors de la Seconde Guerre mondiale.

## Biographie

### L'avant-guerre
Oskar Kummetz naquit le 21 juillet 1891 à Illowo en province de Prusse-Orientale et s'engagea le 1er avril 1910 dans la Kaiserliche Marine.
Il fut alors incorporé en tant que Seekadett à bord du croiseur léger SMS Victoria Louise (lequel servait alors de navire école) jusqu'en mars 1911, date à partir de laquelle il intégra l'Académie navale de Mürwik.
Peu de temps après son intégration au sein de cette dernière, il gagna ses galons de Fähnrich zur See en avril 1911 et acheva avec succès sa formation d'officier de marine obtenant ainsi le rang de Leutnant zur See le 30 septembre 1913.
Il fut alors affecté à bord du cuirassé SMS Helgoland de cette date au 3 avril 1913 puis servit à bord et SMS Posen jusqu'en mars 1916.

### Première Guerre mondiale
Il fut ensuite promu Oberleutnant zur See et affecté à partir du mois de mars 1916 comme Officier chargé du quart à bord de différends torpilleurs (en Allemand Torpedoboots): le V1 (en) (Classe V1), le V108 et le G11 (en).
Le 20 mars 1918, il reçut son premier commandement, celui du torpilleur SMS G10 (en) (Classe G7), il occupa ce poste jusqu'en février 1919.

### L'entre deux guerres

#### République de Weimar
Après l'armistice il servit dans la nouvelle Reichsmarine, il reçut le commandement en février 1919 du croiseur poseur de mines M84 qu'il dut quitter à la suite des restrictions imposées à la flotte allemande par le Traité de Versailles.
Il occupa ensuite plusieurs postes d'officier d’encadrement auprès d'unités de défenses côtières, notamment celle de défense de Wilhelmshaven, d'octobre 1919 jusqu'en septembre 1922. Il obtint lors de cette période une promotion au grade de Kapitänleutnant en janvier 1921.
Il retourna de septembre 1922 à septembre 1924 à bord du torpilleur  V1 mais cette fois en tant que commandant. Il servit ensuite au sein de plusieurs états-majors jusqu'en 1932
Après cela, il fut conseiller au Département d'Entraînement de la Marine jusqu'en 1934, contribuant ainsi à la création de la future Kriegsmarine.

#### Troisième Reich
Comme pour beaucoup de militaires allemands de cette époque, l'arrivée au pouvoir du parti Nationale-Socialiste et de leurs idéaux bellicistes relança la carrière de Kummetz, toujours ralentie par les restrictions imposées à la Marine allemande par les puissances alliées victorieuses de 1918.
Il devint fregattenkapitän en juillet 1934 et fut nommé peu après, en octobre, Führer der Torpedoboote (en français, Commandant en chef des torpilleurs). Il reçut une nouvelle promotion au rang de Kapitän zur See en avril 1936.
Il fut chef d’état-major du Kommando der Marinestation der Ostsee à partir de septembre 1937 (en français, Commandement de la base navale de la mer du Baltique) à Kiel puis de celui du Flottenkommando (en français, Commandement de la flotte) d'octobre 1938 à octobre 1939 sous les ordres de l'Amiral Boehm.
Il fut ensuite placé à la disposition de l'Amiral Carls responsable du Kommando der Marinestation der Ostsee jusqu'en décembre 1939.

### Seconde Guerre mondiale
Il fut ensuite nommé Directeur du centre d'essais des torpilles de Eckernförde près de Kiel en décembre 1939 afin de travailler à améliorer ces dernières. En effet, en cette fin d'année 1939 près de 25 % des projectiles tirés n'ont pas atteint leurs cibles ou n'ont pas explosé. En conséquence de ces mauvais résultats, l'amiral Raeder congédia Oskar Wehr (de) le 21 décembre et nomma Oskar Kummetz à sa place.
Après une semaine de travail, Kummetz téléphona à l'amiral Donitz lui rapporta que les torpilles étaient défectueuses à cause de multiples facteurs et qu'il y aurait de nombreux défauts à corriger. Ceci ne put être fait lors de l'hiver de 1939-1940 car celui-ci fut le plus froid depuis une quarantaine d'années et qu'une couche de glace très épaisse empêcha le nouveau développement.
Il quittera ce poste en mai 1942, il n'aura pas réussi non plus à résoudre le problème de ces torpilles défectueuses et ces dernières ne seront pas entièrement opérationnelles avant décembre 1942.

#### Campagne deNorvège

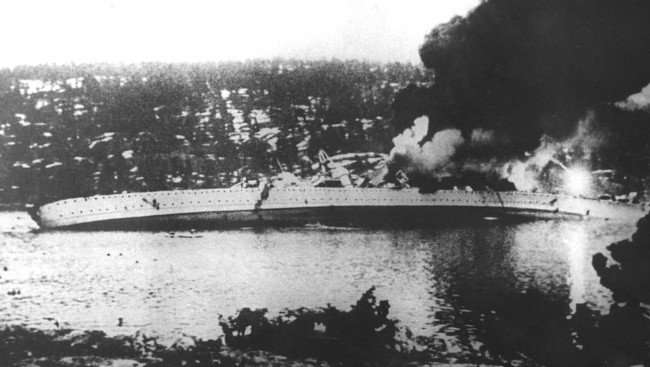
Le Blücher en train de sombrer dans le fjord d'Oslo le 9 avril 1940 sous le commandement d'Oskar Kummetz.

Lors de l'Opération Weserübung, le 9 avril 1940, il commanda le Blücher qui appartenait au Kampfgruppe 5 de la Kriegsmarine chargé de l'attaque d'Oslo
Composition du Kampfgruppe 5 lors de l'opération Weserübung :
- Le croiseur lourd Blücher.
- Le croiseur lourd (précédemment cuirassé de poche) Lützow.
- Le croiseur léger Emden.
- Trois torpilleurs.
- Huit dragueurs de mines.
- Deux navires de transports acheminant 2 000 hommes pour Oslo.

Lors de cette opération le Blücher rencontra une résistance plus sérieuse que prévu devant le système de défense d'Oslo, notamment à cause des canons allemands de la marque Krupp de 280 mm, vieux de 48 ans (dénommés Moses et Aron), installés dans la forteresse d'Oscarsborg, à proximité de Drøbak, depuis mai 1893.
Le Blücher, ouvrant le passage, s'approcha du fort en pensant que ce dernier serait pris par surprise et qu'il ne pourrait pas réagir à temps comme de nombreux autres à l'embouchure du fjord d'Oslo. Le croiseur était à peine arrivé à portée de la batterie que la forteresse d'Oscarsborg ouvrit le feu, mettant chaque coup au but. En quelques minutes, le Blücher se trouvait désemparé et ravagé par un terrible incendie.
Le croiseur endommagé fut finalement achevé par une salve de torpilles lancées depuis une base terrestre lance-torpilles, il coula avec à son bord la plus grande partie du personnel administratif destiné à la fois à la supervision de l'occupation de la Norvège et à occuper le quartier général de la division devant prendre possession d'Oslo. Le croiseur Lützow, également endommagé lors de l'attaque, dut battre en retraite, en compagnie de la totalité du Kampfgruppe 5.
Cet échec entraina un jour de retard par rapport au plans initiaux d'invasion et d'occupation d'Oslo, ce qui permit aux autorités norvégiennes d'évacuer la famille royale, le gouvernement et une partie des fonds de la banque nationale.
À la suite de ces événements, il fut décoré le 18 janvier 1941 de la Croix de chevalier de la Croix de fer pour son courage sur le champ de bataille et pour son excellent commandement malgré le manque de tactique dans son approche. Il était en effet fort peu prudent de s'avancer, navire amiral en tête (celui-ci étant d'une certaine taille et s'offrant telle une cible de choix), à basse vitesse dans un endroit aux dimensions aussi réduites.

#### A la flotte de lamer du Nord

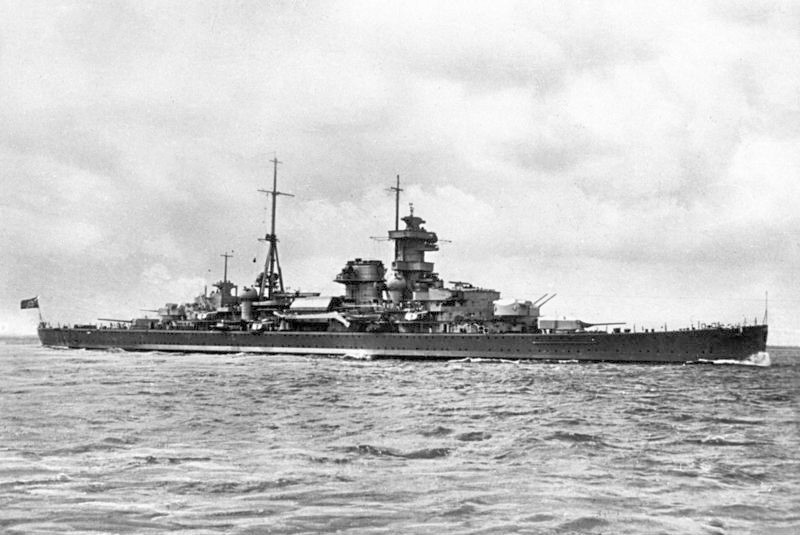
L’Admiral Hipper qu'Oskar Kummetz commanda lors des opérations dans la Mer du Nord.

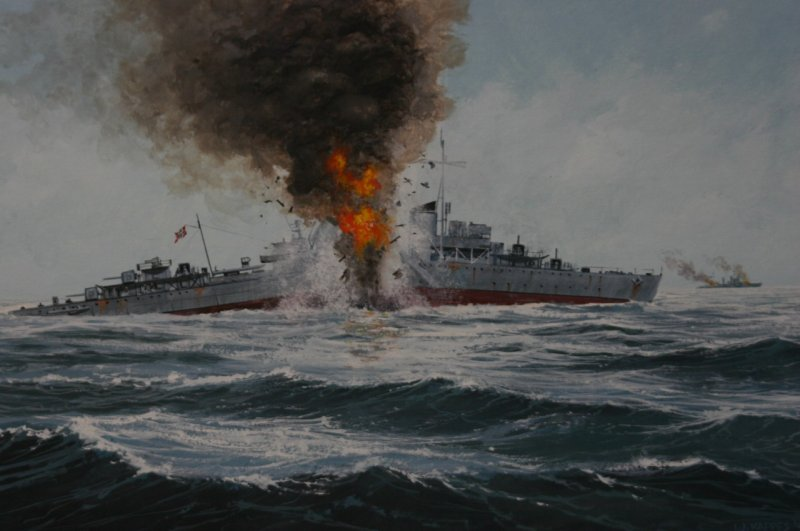
Peinture représentant le Z16 Friedrich Eckoldt après son torpillage par le HMS Sheffield.

Il fut ensuite envoyé à Trondheim auprès de la flotte de la mer du Nord en mars 1942, où il commanda l’Admiral Hipper. Il y mena des missions d’attaques de convois telles que l'opération Rösselsprung ou encore la bataille de la mer de Barents.
Le 3 juillet 1942, l'Admiral Hipper se joignit aux croiseurs Lützow et Admiral Scheer ainsi qu'au cuirassé Tirpitz pour l'opération Rösselsprung, l'attaque d'un convoi dans la mer de Barents.
Alors qu'il patrouillait au côté de l'Admiral Scheer et du croiseur léger Köln, il fut attaqué sans succès par le sous-marin britannique HMS Tigris le 10 septembre 1942.
En octobre 1942, il ensuite fut transféré à Altafjord et partit en mission de patrouille dans l'Arctique accompagné du V. Kampfgruppe, formée du Z 27 (de) (Type 1936A), du Z 30 (de) (Type 1936A), du Z 4 Richard Beitzen et du Z16 Friedrich Eckoldt  en cette occasion.
Le 7 novembre de la même année l'Admiral Hipper et le Kampfgruppe l'accompagnant furent avertis par un hydravion Arado Ar 196 de la présence d'un tanker soviétique, le Donbass (d'un tonnage de 8 000 tonnes), et de son escorte le navire auxiliaire BO-78. Kummetz détacha alors le Z 27 du groupe afin qu'il les envoient par le fond.
Il commanda ensuite les forces allemandes lors de la bataille de la mer de Barents, le 31 décembre 1942, toujours en tant que commandant de l’Admiral Hipper. L'attaque de convoi britannique échoua, l'Admiral Hipper fut endommagé par les croiseurs d'escortes de la Royal Navy et son escorte le Z16 Friedrich Eckoldt fut coulé par le HMS Sheffield. Du fait de ces dégâts et des pertes au sein de sa flottille, ainsi que d'une très faible visibilité, Kummetz décida de se retirer et rentra à Altafjord.

#### A la flotte de lamer Baltique

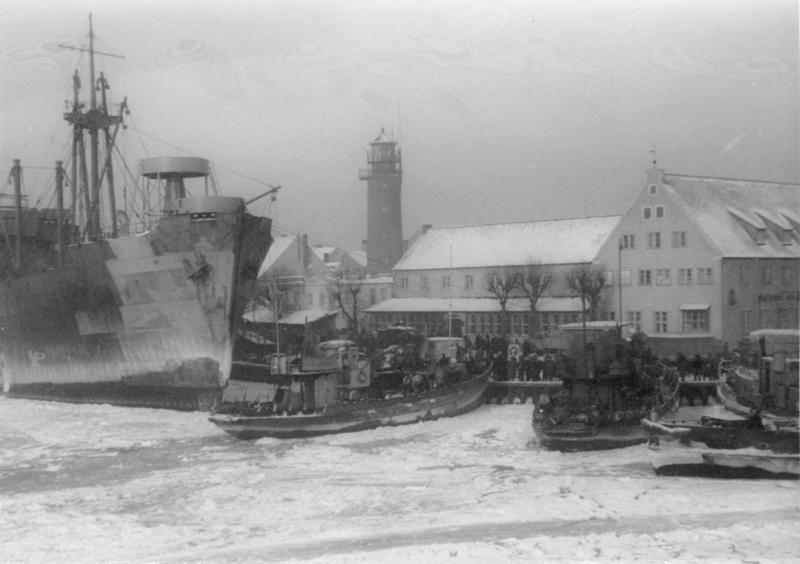
Évacuation de réfugiés de Pillau en janvier 1945.

L'amiral Kummetz fut nommé à la tête du Haut Commandement Maritime de la Mer Baltique (en allemand, Marineoberkommando Ostsee) à Kiel le 1er mars 1944 par le Großadmiral Karl Dönitz et fut promu generaladmiral en septembre 1944.
Sa tache à ce poste était avant tout d'organiser l'opération Hannibal, une mission de transport des réfugiés allemands de la province de Prusse-Orientale, de la province de Prusse-Occidentale et de la Poméranie sur la mer Baltique ainsi que l'évacuation de soldats se replient depuis le front de l'Est au cours des derniers mois de la guerre.
Durant ces opérations, la Kriegsmarine évacua près de 2 millions de personnes fuyant l'avancée de l'Armée rouge ainsi que près de 450 000 blessés civils et militaires. Pour le seul port de Pillau, les bâtiments de la marine évacuèrent 475 000 civils jusqu'à l'abandon du port le 25 avril 1945.
Les unités navales acheminèrent aussi près de 350 000 hommes près du front Ouest ainsi que du matériel, le haut-commandement allemand préférant les voir capturés par les alliés plutôt que par les soviétiques de la part desquels ils craignaient des représailles.

### Après la guerre
Il fut fait prisonnier par les britanniques le 23 juillet 1945 et resta en détention jusqu'au 30 novembre 1946. Il retourna ensuite à la vie civile et posséda une exploitation agricole produisant majoritairement des fruits et légumes.
Il fut ensuite responsable du personnel de l’accueil au Casino de Bad Dürkheim. Il prit sa retraite en 1956 et déménagea avec son épouse à Neustadt an der Weinstraße où il décéda le 17 décembre 1980 à l'âge de 89 ans.

## États de service
| Rang                 | Date de promotion |
| Seekadett            | 1er avril 1910    |
| Fähnrich zur See     | 15 avril 1911     |
| Leutnant zur See     | 27 septembre 1913 |
| Oberleutnant zur See | 22 mars 1916      |
| Kapitänleutnant      | 1er janvier 1921  |
| Korvettenkapitän     | 1er décembre 1928 |
| Fregattenkapitän     | 1er juillet 1934  |
| Kapitän zur See      | 1er avril 1936    |
| Konteradmiral        | 1er janvier 1940  |
| Vizeadmiral          | 1er avril 1942    |
| Admiral              | 1er mars 1943     |
| Generaladmiral       | 16 septembre 1944 |

## Affectations
| Fonction occupée | Entité commandée | Unité                                                                                                | Date de prise de fonction | Date de départ           | Localisation                                              |
| --- | --- | --- | ------------------------- | ------------------------ | --------------------------------------------------------- |
| Seekadett (en français, élève-officier)                                                                               | SMS Victoria Louise | / | 1er avril 1910            | 31 mars 1911             | /                                                         |
| Seekadett (en français, élève-officier)                                                                               | Académie navale de Mürwik                                                                                              | / | 1er avril 1911            | 30 septembre 1912        | Flensbourg, Schleswig-Holstein, Allemagne                 |
| / | SMS Helgoland | / | 1er octobre 1912          | 3 avril 1913             | /                                                         |
| / | SMS Posen | / | 4 avril 1913              | 19 mars 1916             | /                                                         |
| Wachoffizier (en français, Officier chargé du quart)                                                                  | V108 | Schule Halbflottille (en français, Demi-Flottille École)                                             | 31 mars 1916              | 8 juin 1916              | /                                                         |
| Wachoffizier (en français, Officier chargé du quart)                                                                  | V1 | Hochseeflotte, V.Torpedoboots Flottille, 10.Halbflottille (en français, 5e Flottille de Torpilleurs) | 14 juin 1916              | 5 octobre 1917           | Mer Baltique                                              |
| Wachoffizier (en français, Officier chargé du quart)                                                                  | G11 | Hochseeflotte, V.Torpedoboots Flottille, 10.Halbflottille (en français, 5e Flottille de Torpilleurs) | 6 octobre 1916            | 19 mars 1918             | Mer Baltique                                              |
| Kommandant (en français, Commandant)                                                                                  | G10 | Hochseeflotte, V.Torpedoboots Flottille, 10.Halbflottille (en français, 5e Flottille de Torpilleurs) | 20 mars 1918              | 6 février 1919           | Mer Baltique                                              |
| Kommandant (en français, Commandant)                                                                                  | M84 | 4.Minensuchboots Halbflottille (en français, 4e Demi-Flottille de poseurs de mines)                  | 7 février 1918            | 10 octobre 1919          | /                                                         |
| Ordonnanzoffizier (en français, Officier d'ordonnance)                                                                | 2.Marine-Artillerie-Regiment (en français, 2e Régiment de Défenses Côtières)                                           | / | 10 octobre 1919           | 18 mars 1920             | /                                                         |
| Mis en disponibilité                                                                                                  | / | / | 19 mars 1920              | 30 mai 1920              | /                                                         |
| Bataillonsadjutant (en français, Commandant Adjoint d'un bataillon)                                                   | Marine-Artillerie-Abteilungen in Wilhelmshaven (en français, Bataillon de défense de Wilhelmshaven)                    | / | 31 mai 1920               | 24 octobre 1920          | Wilhelmshaven, Basse-Saxe, Allemagne                      |
| Kompaniechef (en français, Commandant d'une compagnie)                                                                | 2.Marine-Artillerie-Abteilungen (en français, 2e Bataillon de défenses côtières)                                       | / | 25 octobre 1920           | 25 septembre 1922        | /                                                         |
| Kommandant (en français, Commandant)                                                                                  | V1 | 3.Torpedoboots Halbflottille (en français, 3eDemi-Flottille de torpilleurs)                          | 26 septembre 1922         | 14 septembre 1924        | /                                                         |
| 3.Admiralstaboffizier (en français, 3e officier d'état-major)                                                         | Stabes des Marinestation der Nordsee (en français, État-major de la région maritime de la mer du Nord)                 | Marinegruppenkommando Nord (en français, Commandement du groupe maritime Nord)                       | 15 septembre 1924         | 27 septembre 1927        | Wilhelmshaven, Basse-Saxe, Allemagne                      |
| Flottillechef (en français, Commandant de la flottille)                                                               | 3.Torpedoboots Halbflottille (en français, 3eDemi-Flottille de torpilleurs)                                            | / | 1er octobre 1927          | 27 septembre 1929        | /                                                         |
| 3.Admiralstaboffizier (en français, 3e officier d'état-major)                                                         | Stabes des Flottenkommando (en français, État-major du commandement de la flotte)                                      | Flottenkommando (en français, Commandement de la flotte)                                             | 28 septembre 1929         | 30 septembre 1932        | /                                                         |
| Berater (en français, Conseiller)                                                                                     | Marineausbildung Abteilung (en français, Département d'entrainement de la Marine)                                      | Marinekommando (en français, Commandement de la Marine)                                              | 1er octobre 1932          | 3 octobre 1934           | /                                                         |
| Führer der Torpedoboote (en français, Commandant en chef des torpilleurs)                                             | / | Flottenkommando (en français, Commandement de la flotte)                                             | 4 octobre 1934            | 28 septembre 1937        | /                                                         |
| Chef des stabes (en français, Chef d’État-major)                                                                      | Stabes des Marinestation der Ostsee (en français, État-major de la région maritime la mer du Baltique)                 | Marineoberkommando Ost (en français, Commandement maritime de la mer du Baltique)                    | 30 septembre 1937         | 30 octobre 1938          | Kiel, Schleswig-Holstein, Allemagne                       |
| Chef des stabes (en français, Chef d’État-major)                                                                      | Stabes des Flottenkommando (en français, État-major du commandement de la flotte)                                      | Flottenkommando (en français, Commandement de la flotte)                                             | 31 octobre 1938           | 20 octobre 1939          | /                                                         |
| Mis à disposition de l'Amiral commandant la base navale de la mer du Baltique                                         | Stabes des Marinestation der Ostsee (en français, État-major de la région maritime de la mer du Baltique)              | Marineoberkommando Ost (en français, Commandement maritime de la mer du Baltique)                    | 21 octobre 1939           | 20 décembre 1939         | /                                                         |
| Director des Torpedoversuchsanstalt (en français, Directeur du centre d'essais des torpilles)                         | Inspektion des Torpedo und Minenwesens (en français, Inspection des torpilles et des mines marines)                    | Marineoberkommando Ost (en français, Commandement maritime de la mer du Baltique)                    | 21 décembre 1939          | 29 mai 1942              | Eckernförde, Près de Kiel, Schleswig-Holstein, Allemagne  |
| Führer einer Kampfgruppe (en français, Commandant en chef d'un groupe de combat) Kommandant (en français, Commandant) | Kampfgruppe 5 (Oslo) (en français, 5e Groupe de combat) Blücher, Flaggschiff, (en français, navire amiral)             | / | 5 avril 1940              | 11 avril 1940            | Opération Weserübung, Norvège                             |
| Flottenchef (en français, Chef de la flotte) Kommandant (en français, Commandant)                                     | V.Zerstörer Flottille (en français, 5e flotte de destroyers) Admiral Hipper, Flaggschiff, (en français, navire amiral) | Marinegruppenkommando Nord (en français, Commandement du Groupe Maritime Nord)                       | mars 1940                 | juin 1942                | Trondheim, Norvège Puis Altafjord, Norvège                |
| Befehlshaber der Kreuzer (en français, Commandant des croiseurs)                                                      | / | Flottenkommando (en français, Commandement de la flotte)                                             | 3 juin 1942               | 18 février 1943          | /                                                         |
| Befehlshaber der Kampfgruppen (en français, Commandant des Kampfgruppen)                                              | / | Marinegruppenkommando Nord (en français, Commandement du Groupe Maritime Nord)                       | 19 février 1943           | 9 novembre 1943          | /                                                         |
| Mis en disponibilité                                                                                                  | / | / | 10 novembre 1943          | 29 février 1944          | /                                                         |
| Oberbefehlshaber (en français, Commandant en chef)                                                                    | Marineoberkommando Ostsee (en français, Haut commandement maritime de la mer Baltique)                                 | Oberkommando der Marine (en français, Haut commandement de la Marine)                                | 1er mars 1944             | 23 juillet 1945          | Kiel, Schleswig-Holstein, Allemagne                       |
| Prisonnier de guerre                                                                                                  | / | / | 23 juillet 1945           | 30 novembre 1946         | /                                                         |
| Emplois civils | / | / | 1er décembre 1946         | 1956                     | /                                                         |
| Retraite | / | / | 1956                      | 17 décembre 1980 (décès) | Neustadt an der Weinstraße, Rhénanie-Palatinat, Allemagne |

## Décorations
- Croix de fer (classe 1914):
  - 2e Classe (30 juin 1916)[7].
  - 1re Classe (27 septembre 1919)[7].
- Insigne de cavalier allemand (en allemand, Deutsches Reiterabzeichen).
- Croix d'honneur (janvier 1935)[7].
- Médaille de service de longue durée de la Wehrmacht de la 4e à la classe 1re (2 octobre 1936)[7].
- Magyar Köztársasági Érdemrend (Commandeur de l'Ordre Hongrois du Mérite) (20 août 1938)[7].
- agrafes de la Croix de fer (classe 1939):
  - 2e Classe (14 octobre 1939)[7].
  - 1re Classe (12 avril 1940)[7].
- Médaille de Memel (14 mars 1940)[7].
- Insigne de combat de la flotte de haute mer (5 février 1942)[7].
- Croix de chevalier de la Croix de fer (18 janvier 1941)[8].